# Wasting the Dawn
Wasting the Dawn är det femte studioalbumet från The 69 Eyes. Det utkom 1999.

## Låtlista
1. Truck On
2. Lay Down Your Arms
3. Wasting The Dawn (Feat.Ville Valo)
4. You Ain't The Reason
5. Lazarus Heart (feat. Ville Valo)
6. Who's Gonna Pay The Bail?
7. All American Dream
8. Be My Speed
9. Hand Of God
10. Next Stop Paradise
11. Starshine